# Manuel Maria Girona i Fernàndez Maqueira
Manuel Maria Girona i Fernàndez Maqueira   (segle XIX - segle XX) fou un propietari agrícola i polític català, fill de Manuel Girona i Vidal-Quadras, i net de Manuel Girona i Agrafel.

## Biografia
Fou un dels promotors de la Federació Monàrquica Autonomista, amb la que fou elegit diputat per la província de Barcelona a les eleccions generals espanyoles de 1919, 1920 i 1923. També fou membre de la junta directiva de l'Institut Agrícola Català de Sant Isidre de 1923 a 1926. El 1958 va arribar a un acord amb l'ajuntament de Castelldefels per a cedir-li el castell. A Sant Martí de Tous hi ha una plaça dedicada a aquesta persona.

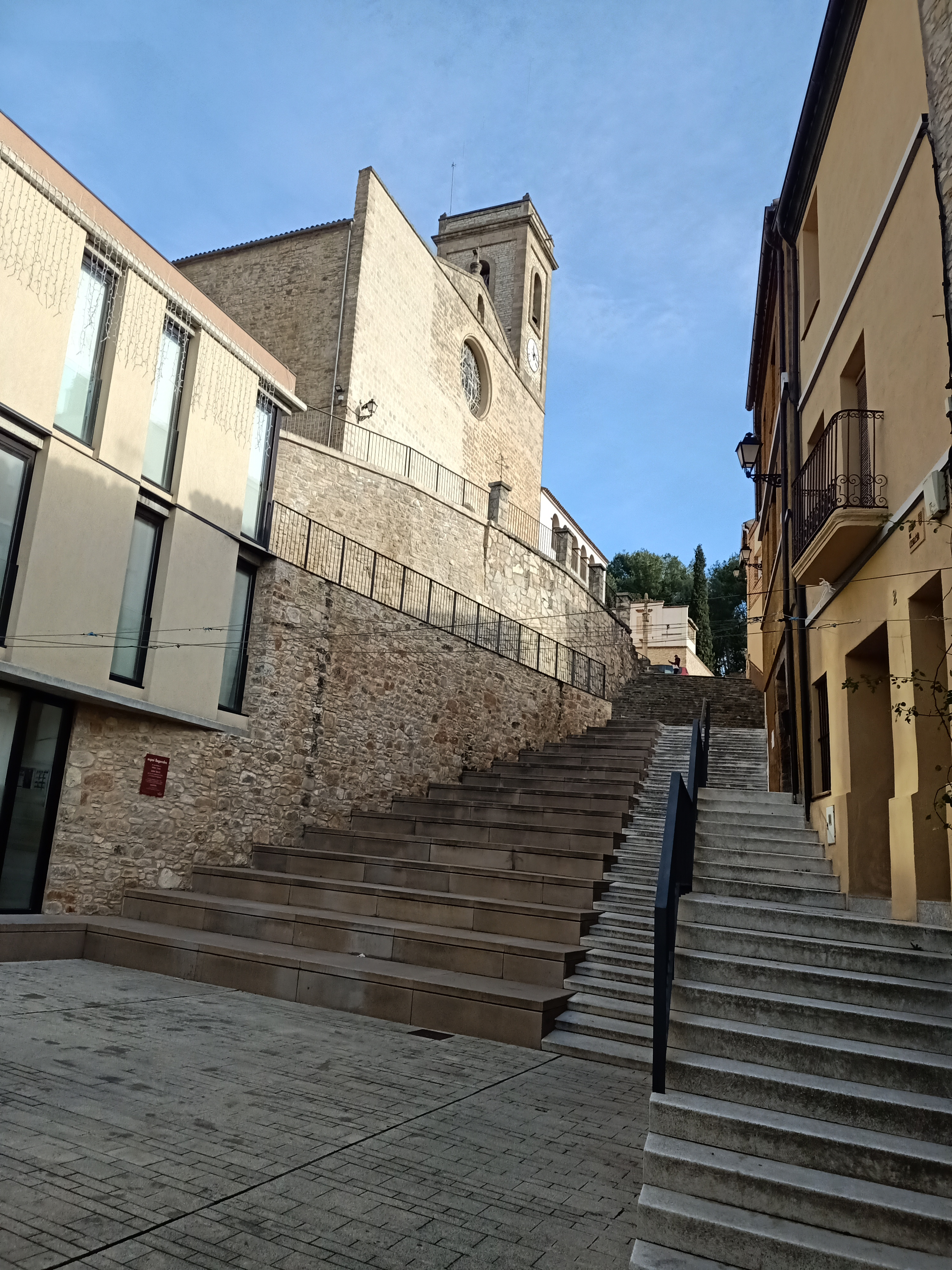
Plaça de la localitat de Sant Martí de Tous dedicada a Manuel Maria Girona